# Joseph Beraudo
Joseph Beraudo, né le 13 mai 1908 à Cannes et mort le 18 juillet 1958, est un footballeur français.

## Carrière
Joseph Beraudo est footballeur au poste de demi, côté droit, à l'AS Cannes, le club de sa ville natale. Il y fait ses débuts en équipe première à partir de 1927 au plus haut niveau d'alors, la Division d'Honneur. En 1932, il atteint avec son équipe la finale de Coupe de France. Beraudo est titulaire lors de la finale remportée contre le RC Roubaix (1-0).

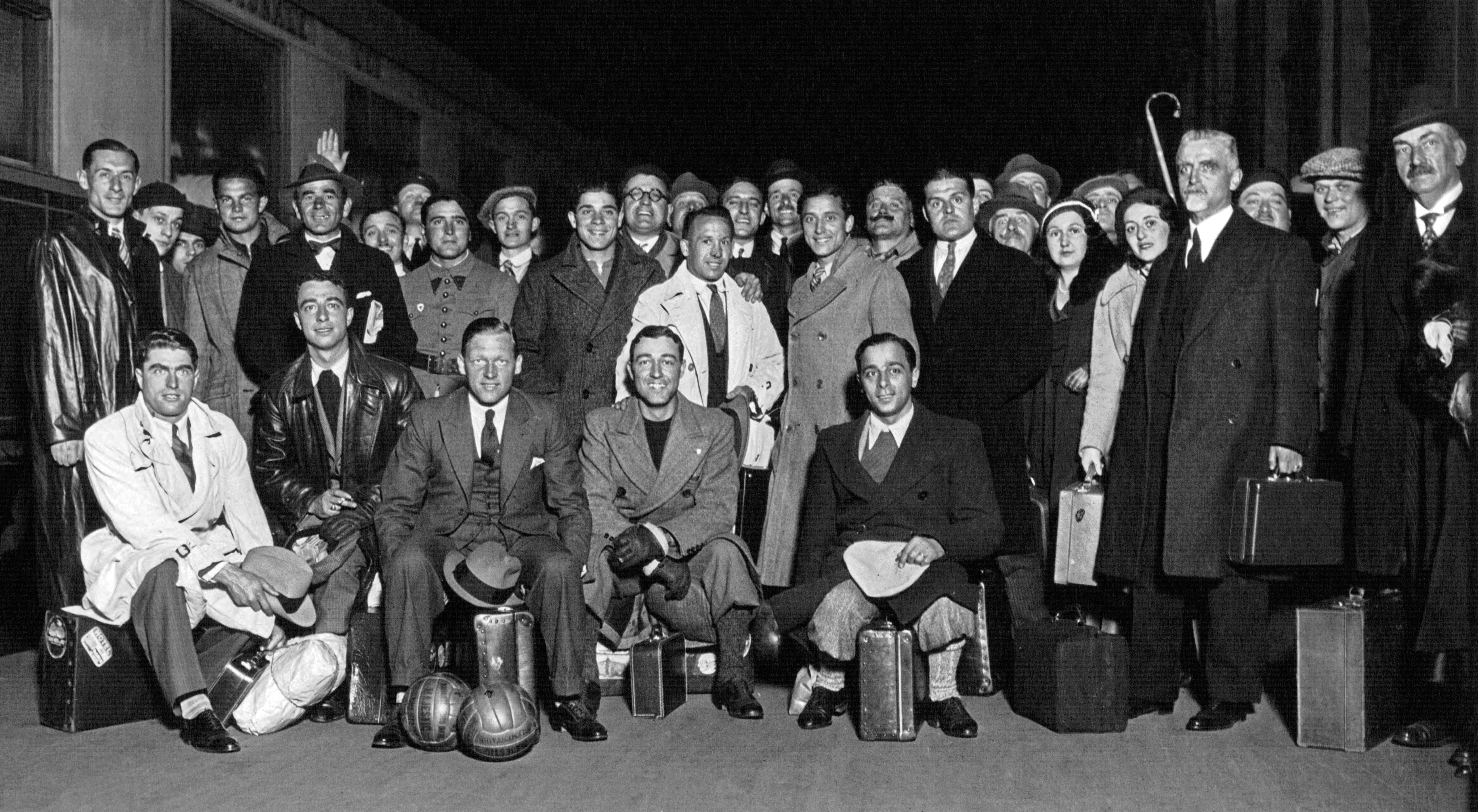
L'AS Cannes en chemin pour jouer la finale de Coupe de France 1932.

En 1932 est également lancé un championnat de France professionnel, dont l'AS Cannes est un membre fondateur. Il joue 17 des 18 matchs de cette première saison, puis la finale du championnat perdue face à l'Olympique lillois (3-4). 
Le joueur joue à Cannes jusqu'en 1935, puis signe à l'OGC Nice, qui après une pause d'une saison retrouve le statut professionnel, en deuxième division. Il y arrive avec son jeune frère André Beraudo, footballeur professionnel formé à Cannes lui aussi, évoluant au poste d'attaquant. Joseph semble mettre fin à sa carrière de joueur professionnel en 1936,.
En décembre 1938, il obtient une licence amateur pour jouer dans le club La Bocca Olympique à Cannes. Il y joue encore en 1941.

## Palmarès
- Vainqueur de la Coupe de France en 1932 (AS Cannes)
- Finaliste du championnat de France en 1933 (AS Cannes)